# Cephalopholis sonnerati
Cephalopholis sonnerati là một loài cá biển thuộc chi Cephalopholis trong họ Cá mú. Loài này được mô tả lần đầu tiên vào năm 1828.

## Từ nguyên
Từ định danh được đặt theo tên của Pierre Sonnerat, nhà thám hiểm, tự nhiên học và sưu tập người Pháp, người tạm thời đặt tên cho loài này là Perca rubra; bản thảo của Sonnerat là tư liệu để Valenciennes mô tả loài này.

## Phạm vi phân bố và môi trường sống
C. sonnerati có phân bố rộng khắp khu vực Ấn Độ Dương - Thái Bình Dương, từ bờ biển Đông Phi trải dài về phía đông đến quần đảo Marshall, quần đảo Samoa và Tonga, ngược lên phía bắc đến Nhật Bản, giới hạn phía nam đến Úc và Nouvelle-Calédonie.
Ở Việt Nam, C. sonnerati được ghi nhận tại Quảng Ngãi, Khánh Hòa, Bình Thuận, quần đảo Hoàng Sa và quần đảo Trường Sa.
C. sonnerati sống trên các rạn viền bờ ở độ sâu khoảng từ 10 đến ít nhất là 150 m; cá con thường tập trung gần các cụm san hô và hải miên, còn cá lớn sống gần hang hốc lớn và thường có tôm vệ sinh cư trú.

## Mô tả
Chiều dài cơ thể lớn nhất được ghi nhận ở C. sonnerati là 57 cm. Quần thể ở hai đại dương có sự khác biệt về kiểu hình. Cá trưởng thành ở Ấn Độ Dương có màu đỏ cam đến nâu đỏ, thường lốm đốm những chấm trắng hoặc tím nhạt. Đầu có các vân tím tạo thành kiểu hình lưới. Vây ngực cam dần trở ra rìa. Màng vây lưng, vây đuôi, vây hậu môn và vây bụng sẫm màu. Tia vây lưng màu cam ở chóp. Cá trưởng thành ở Thái Bình Dương thường có màu đỏ nhạt đến vàng nâu, phủ dày đặc những đốm nhỏ màu nâu đỏ hoặc nâu sẫm. Cá con có màu nâu đỏ sẫm, có thể gần như đen; rìa sau vây đuôi và vây ngực đôi khi có màu trắng. Cá con lớn hơn có màu nâu cam với những đốm xanh lục nhạt trên cơ thể.
Số gai ở vây lưng: 9; Số tia vây ở vây lưng: 14–16; Số gai ở vây hậu môn: 3; Số tia vây ở vây hậu môn: 9; Số tia vây ở vây ngực: 18–20; Số vảy đường bên: 66–80.

## Sinh học
Thức ăn của C. sonnerati là các loài cá nhỏ và và động vật giáp xác.

## Thương mại
C. sonnerati là loài có giá trị kinh tế thương mại trong nước và quốc tế.